# Fuji Television
Fuji Television (ou Fuji TV) é uma rede de televisão japonesa sediada em Odaiba, Minato, Tóquio. É parte da Fuji Media Holdings, Inc. Em 1987, a empresa colaborou com a Nintendo para lançar o jogo Doki Doki Panic no Carnaval. Em 1988, o jogo foi lançado nos Estados Unidos como Super Mario Bros 2 e em 1992 foi relançado no Japão como Super Mario USA.

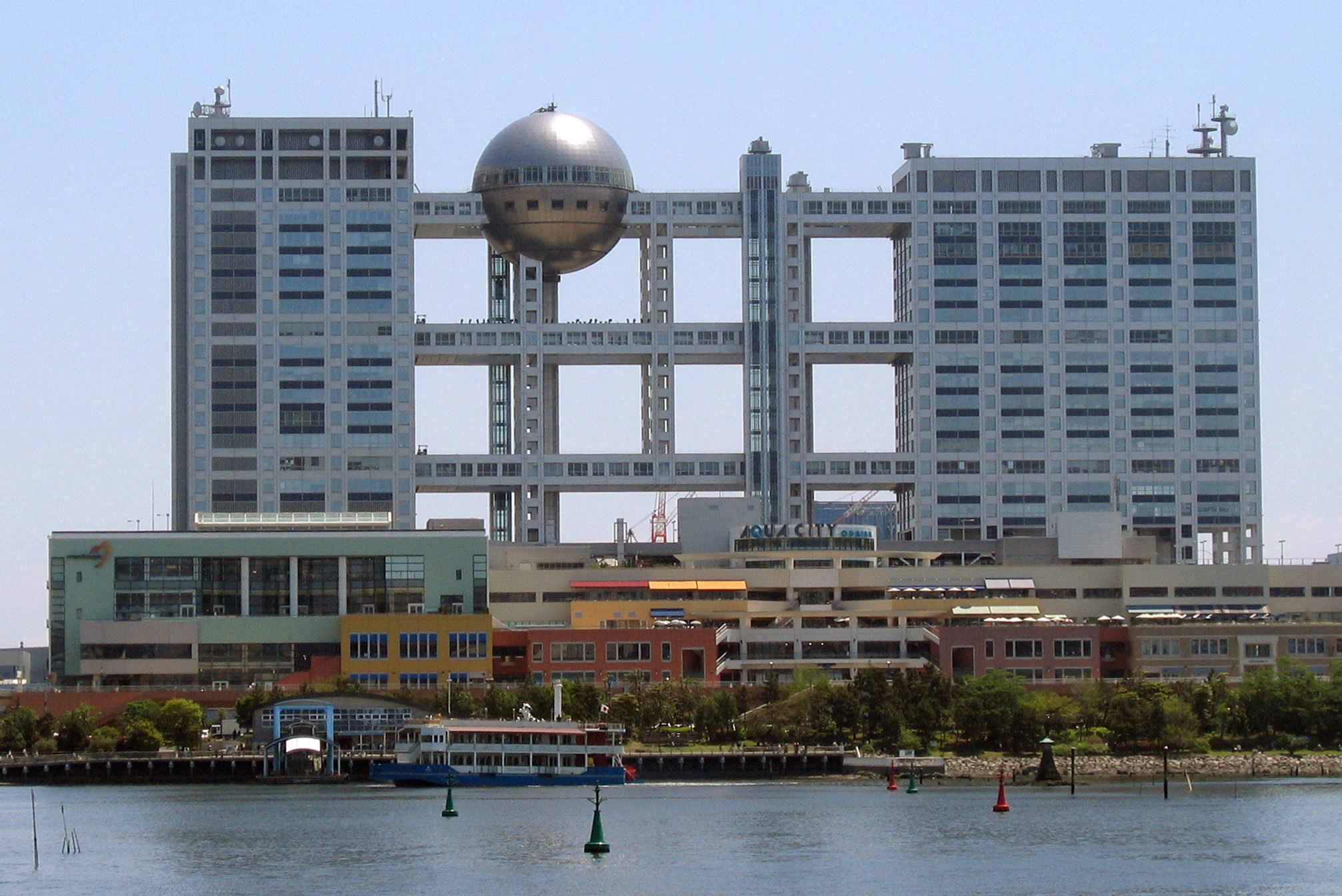
A sede da Fuji TV em Odaiba, conhecida por sua arquitetura única por Kenzo Tange

## Principais atrações
- Astro Boy
- Ano Hi Mita Hana no Namae o Bokutachi wa Mada Shiranai
- Chrno Crusade
- Digimon Adventure, Digimon Adventure 02 (o prédio inclusive é cenário da batalha contra Myotismon), Digimon Tamers, Digimon Frontier, Digimon Savers.
- Mobile Suit V Gundam, Mobile Fighter G Gundam, Mobile Suit Gundam Wing,

After War Gundam X
- Dr. Slump
- Dragon Ball, Dragon Ball Z, Dragon Ball GT, Dragon Ball Kai, Dragon Ball Super.
- Speed Racer
- One Piece (aparecendo como cenário do episódio 336)
- Ranma ½ (1989-2002)
- Rurouni Kenshin (Samurai X)
- Yu Yu Hakusho
- Ge Ge Ge no Kitarou (desde 1968)
- Campeonato Mundial de Fórmula 1 (patrocinador oficial do Grande Prêmio do Japão)
- Transformers
- High School Musical 2 (filme comprado)
- Hunter x Hunter
- Hellsing
- Toriko
- Zatch Bell! (Konjiki no Gash Bell!!)
- Gakkō no Kaidan(Histórias de fantasmas)
- Guilty Crown
- Maison Ikkoku
- Shigatsu wa Kimi no Uso
- Hokuto no Ken
- Dororo
- Terrace House
- JoJo Bizarre's Adventure (Jojo no Kymyou na Bouken)